# Arcidiocesi di Taiyuan
L'arcidiocesi di Taiyuan (in latino Archidioecesis Taeiuenensis) è una sede metropolitana della Chiesa cattolica in Cina. Nel 1950 contava 40.749 battezzati su 1.500.000 abitanti. La sede è vacante.

## Territorio
La diocesi comprende la città-prefettura di Taiyuan e le contee di Kelan e Jingle nella città-prefettura di Xinzhou, nella provincia cinese dello Shanxi.
Sede arcivescovile è la città di Taiyuan, dove si trova la cattedrale dell'Immacolata Concezione.

## Storia
Il vicariato apostolico di Shansi fu eretto il 15 ottobre 1696 con il breve E sublimi Sedis di papa Innocenzo XII, ricavandone il territorio dalla diocesi di Pechino (oggi arcidiocesi).
Nel 1712 il vicariato apostolico fu soppresso e il suo territorio fu incorporato a quello del vicariato apostolico di Shensi (oggi arcidiocesi di Xi'an), che contestualmente assunse il nuovo nome di vicariato apostolico di Shensi e Shansi.
Il 2 marzo 1844 il vicariato apostolico di Shansi fu restaurato.
Il 17 giugno 1890 si divise dando origine al vicariato apostolico di Shansi Meridionale (oggi diocesi di Lu'an) e alla presente circoscrizione, che assunse il nome di vicariato apostolico di Shansi Settentrionale.
Tra i vicari apostolici si ricorda in modo particolare Gregorio Maria Grassi che, assieme al suo vicario coadiutore, Francesco Fogolla, fu ucciso durante la ribellione dei Boxer. Entrambi sono stati canonizzati da papa Giovanni Paolo II il 1º ottobre 2000.
Successivamente, cedette a più riprese porzioni del suo territorio a vantaggio dell'erezione di nuove circoscrizioni ecclesiastiche, e precisamente:
- il 14 marzo 1922 a vantaggio dell'erezione della prefettura apostolica di Datongfu (oggi diocesi di Datong);
- il 12 maggio 1926 a vantaggio dell'erezione del vicariato apostolico di Fenyang (oggi diocesi di Lüliang);
- il 12 luglio 1926 a vantaggio dell'erezione della prefettura apostolica di Shohchow (oggi diocesi di Shuoxian);
- il 17 giugno 1931 a vantaggio dell'erezione della prefettura apostolica di Yuci (oggi diocesi).

Nel frattempo, il 3 dicembre 1924, il vicariato apostolico aveva assunto il nome di vicariato apostolico di Taiyuanfu in forza del decreto Vicarii et Praefecti della Congregazione di Propaganda Fide.
Negli anni trenta il vicario apostolico Agapito Augusto Fiorentini aprì il seminario maggiore, chiuso poi nel 1938 e riaperto nel 1985.
L'11 aprile 1946 il vicariato apostolico è stato elevato al rango di arcidiocesi metropolitana con la bolla Quotidie Nos di papa Pio XII.
Dal 1981 al 1994 è stato vescovo ufficiale dell'arcidiocesi il sacerdote francescano Bonaventure Zhang Xin, ordinato prete nel 1937; per quindici anni internato nei campi di rieducazione, ha lavorato nella diocesi costruendo più di 60 chiese, ha ridato vita al santuario mariano di Nostra Signora della Porziuncola e ha riaperto il seminario maggiore, ordinando 24 preti. Dopo essersi ritirato nel 1994, è deceduto il 10 settembre 1999.
Gli è succeduto sulla cattedra episcopale Sylvestre Li Jiantang, già vescovo ausiliare.
Nel 2006 l'arcidiocesi ha celebrato con un certo fasto il centenario della chiesa cattedrale.
Nota curiosa: il parroco della cattedrale, Paul Meng Ningyou, nel 2008 è stato uno dei tedofori al passaggio della fiamma olimpica per i giochi di Pechino. Il 16 settembre 2010 questi è stato ordinato vescovo coadiutore dell'arcidiocesi.
Nel 1985 è stato riaperto il seminario maggiore fondato dal vescovo Agapito Augusto Fiorentini negli anni trenta e dedicato a Giovanni da Montecorvino, primo arcivescovo cattolico a esser vissuto in Cina.
Il 28 ottobre 2024 l'arcidiocesi si è ampliata con le contee di Kelan e di Jingle, già appartenute alla diocesi di Fenyang.

## Cronotassi dei vescovi
Si omettono i periodi di sede vacante non superiori ai 2 anni o non storicamente accertati.
- Antonio Posateri, O.F.M. † (1702 - 18 gennaio 1705 deceduto)
  - Sede soppressa (1712-1844)
- Gabriele Grioglio, O.F.M. † (2 marzo 1844 - 1861 dimesso)
  - Sede vacante (1861-1870)
- Luigi Moccagatta, O.F.M. † (27 settembre 1870 - 6 settembre 1891 deceduto)[4]
- San Gregorio Maria Grassi, O.F.M. † (6 settembre 1891 succeduto - 9 luglio 1900 deceduto)
- Agapito Augusto Fiorentini, O.F.M. † (16 marzo 1902 - 18 novembre 1909 dimesso)
- Eugenio Massi, O.F.M. † (15 febbraio 1910 - 7 luglio 1916 nominato vicario apostolico di Shensi Centrale)
- Agapito Augusto Fiorentini, O.F.M. † (7 luglio 1916 - 21 settembre 1938 dimesso)
- Domenico Luca Capozi, O.F.M. † (12 gennaio 1940 - 1983 ritirato)
  - Sede vacante
  - Bonaventure Benedict Zhang Xin, O.F.M. † (18 dicembre 1981 consacrato - 1994 dimesso)
  - Sylvester Li Jian-tang † (18 dicembre 1994 consacrato - 24 novembre 2013 dimesso)
  - Paul Meng Zhu-you, succeduto il 24 novembre 2013

## Statistiche
L'arcidiocesi nel 1950 su una popolazione di 1.500.000 persone contava 40.749 battezzati, corrispondenti al 2,7% del totale.
| anno | popolazione | popolazione | popolazione | presbiteri | presbiteri | presbiteri | presbiteri                | diaconi | religiosi | religiosi | parrocchie |
| anno | battezzati  | totale      | %           | numero     | secolari   | regolari   | battezzati per presbitero | diaconi | uomini    | donne     | parrocchie |
| ---- | ----------- | ----------- | ----------- | ---------- | ---------- | ---------- | ------------------------- | ------- | --------- | --------- | ---------- |
| 1950 | 40.749      | 1.500.000   | 2,7         | 41         | 15         | 26         | 993                       |         | 2         | 31        | 24         |

Secondo fonti statistiche locali nel 2006 l'arcidiocesi contava circa 80.000 cattolici, 25 parrocchie, 50 preti, 4 diaconi, 26 suore, 23 seminaristi.